# Ma
Ma je kitajski priimek:
- Ma Chao (176—222), kitajski general
- Ma Chung-ying, kitajski vojskovodja
- Ma Hong (1920—2007), kitajski ekonomist